# Прва лига Федерације Босне и Херцеговине у фудбалу
Прва лига Федерације Босне и Херцеговине у фудбалу је један од два другостепена нивоа фудбалског такмичења у Босни и Херцеговини и први ранг такмичења у Федерацији БиХ. Такмичење се одржава у организацији Фудбалског савеза Федерације Босне и Херцеговине.
Лига је основана 2000. године и састоји се од 16 клубова, победник лиге се пласира у Премијер лигу Босне и Херцеговине док (у зависности да ли су клубова који испадају из Премијер лиге из ФБиХ или РС) три или пет последњих тимова лиге испада у једну од Других лига ФБиХ (Север, Центар, Југ или Запад) зависно георграфског положаја места из којег долазе.

## Клубови у сезони 2020/21.
| Клуб               | Кантон                   | Пласман у претходној сезони   |
| ------------------ | ------------------------ | ----------------------------- |
| Братство Грачаница | Тузлански                | 12.                           |
| Будућност Бановићи | Тузлански                | 11.                           |
| Чапљина            | Херцеговачко-неретвански | 5.                            |
| Горажде            | Босанско-подрињски       | 3.                            |
| ГОШК Габела        | Херцеговачко-неретвански | 4.                            |
| Игман Коњиц        | Херцеговачко-неретвански | 8.                            |
| Јединство Бихаћ    | Унско-сански             | 14.                           |
| Орашје             | Посавски                 | 13.                           |
| Посушје            | Западнохерцеговачки      | 1. у Друга лига ФБиХ - Југ    |
| Радник Хаџићи      | Кантон Сарајево          | 16.                           |
| Рудар Какањ        | Зеничко-добојски         | 6.                            |
| Славен Живинице    | Тузлански                | 15.                           |
| ТОШК               | Зеничко-добојски         | 2.                            |
| Травник            | Средњобосански           | 7.                            |
| ВИС Сим-Бау        | Зеничко-добојски         | 1. у Друга лига ФБиХ - Центар |
| Звијезда Градачац  | Тузлански                | 9.                            |

## Прваци
Од сезоне 1995/96. до 1999/2000. лига није играна на целој територији Федерације Босне и Херцеговине. У сезони 2000/01. лига је имала своје прво издање обухватајући териториј целе ФБиХ, а од 1995. до 1998. године лига је носила назив Друга лига НС БиХ. Од сезоне 1998. до 2000. године је била позната као Прва Б лига НС БиХ.
| # | Сезона   | Првак              |
| - | -------- | ------------------ |
| 1 | 2000/01. | Груде              |
| 2 | 2001/02. | Жепче              |
| 3 | 2002/03. | Травник            |
| 4 | 2003/04. | Будућност Бановићи |
| 5 | 2004/05. | Јединство Бихаћ    |
| 6 | 2005/06. | Вележ Мостар       |
| 7 | 2006/07. | Травник            |

| #  | Сезона   | Првак              |
| -- | -------- | ------------------ |
| 8  | 2007/08. | Звијезда Градачац  |
| 9  | 2008/09. | Олимпик Сарајево   |
| 10 | 2009/10. | Будућност Бановићи |
| 11 | 2010/11. | ГОШК Габела        |
| 12 | 2011/12. | Градина Сребреник  |
| 13 | 2012/13. | Витез              |
| 14 | 2013/14. | Слобода Тузла      |

| #  | Сезона   | Првак            |
| -- | -------- | ---------------- |
| 15 | 2014/15. | Младост ДК       |
| 16 | 2015/16. | Металеге-БСИ     |
| 17 | 2016/17. | ГОШК Габела      |
| 18 | 2017/18. | Слога Симин Хан  |
| 19 | 2018/19. | Вележ Мостар     |
| 20 | 2019/20. | Олимпик Сарајево |

## Успеси по клубовима
| Клуб               | Титуле | Године      |
| ------------------ | ------ | ----------- |
| Травник            | 2      | 2003, 2007. |
| Будућност Бановићи | 2      | 2004, 2010. |
| ГОШК Габела        | 2      | 2011, 2017. |
| Вележ Мостар       | 2      | 2006, 2019. |
| Олимпик Сарајево   | 2      | 2009, 2020. |
| Груде              | 1      | 2001.       |
| Жепче              | 1      | 2002.       |
| Јединство Бихаћ    | 1      | 2005.       |
| Звијезда Градачац  | 1      | 2008.       |
| Градина Сребреник  | 1      | 2012.       |
| Витез              | 1      | 2013.       |
| Слобода Тузла      | 1      | 2014.       |
| Младост ДК         | 1      | 2015.       |
| Металеге-БСИ       | 1      | 2016.       |
| Слога Симин Хан    | 1      | 2018.       |